# 耶尔德勒姆集团军
耶尔德勒姆集团军是第一次世界大战期间奥斯曼土耳其帝国军队的一个集團軍。該集團軍主要參與西奈及巴勒斯坦战役以及米吉多戰役。
1917年6月，埃里希·馮·法金漢出任耶尔德勒姆集团军首任总司令。1918年2月25日，奥托·冯·桑德斯出任總司令。 1918年10月30日穆兹罗斯停战协定簽署後，穆斯塔法·凯末尔·阿塔图尔克出任總司令，數天後该集团軍解散。